# Scylaticus braunsi
Scylaticus braunsi là một loài ruồi trong họ Asilidae. Scylaticus braunsi được Londt miêu tả năm 1992. Loài này phân bố ở vùng nhiệt đới châu Phi.